# Darfur (filme)
Darfur (bra: Darfur - Deserto de Sangue') é um filme dirigido por Uwe Boll sobre o conflito de Darfur, estrelado por David O'Hara, Kristanna Loken, Billy Zane e Edward Furlong.

## Sinopse
A trama do filme centra-se em seis jornalistas ocidentais que visitam um pequeno vilarejo em Darfur, no oeste do Sudão, sob a escolta de um esquadrão de soldados da missão de manutenção da paz da União Africana (UA). Quando descobrem que uma milícia brutal patrocinada pelo estado, chamada Janjaweed, está se dirigindo para o local, eles são confrontados com uma decisão difícil: abandonar o Sudão e relatar as atrocidades ao mundo, ou arriscar suas próprias vidas e permanecer no país na esperança de evitar um massacre.

## Elenco
- David O'Hara como Freddie Smith
- Kristanna Loken como Malin Lausberg
- Billy Zane como Bob Jones
- Edward Furlong como Adrian Archer
- Noah Danby como Theo Schwartz
- Matt Frewer como Ted Duncan
- Hakeem Kae-Kazim como Capitão Jack Tobamke
- Sammy Sheik como Comandante da Janjaweed

## Desenvolvimento
Darfur foi filmado fora da Cidade do Cabo, África do Sul, em fevereiro e março de 2009. O próprio Boll descreve o filme como "algo muito chocante". Grande parte do diálogo é improvisado pelos atores e o filme é filmado principalmente com câmeras portáteis para transmitir uma sensação de realismo, semelhante aos filmes anteriores de Boll, Stoic e 1968 Tunnel Rats.

## Recepção
Em setembro de 2010, Darfur ganhou o prêmio do Festival Internacional de Cinema e Vídeo Independente de Nova York pela categoria melhor filme internacional.
O ativista de direitos humanos John Pendergast e a Anistia Internacional demostraram interesse com o filme.